# Piper rufibracteum
Piper rufibracteum är en pepparväxtart som beskrevs av C. Dc.. Piper rufibracteum ingår i släktet Piper och familjen pepparväxter. Inga underarter finns listade i Catalogue of Life.